# Fujiwara no Kanemichi
 (mars 2025).
Si vous disposez d'ouvrages ou d'articles de référence ou si vous connaissez des sites web de qualité traitant du thème abordé ici, merci de compléter l'article en donnant les références utiles à sa vérifiabilité et en les liant à la section « Notes et références ».
Fujiwara no Kamemichi (藤原 兼通 ; 925 - 977) était le second fils de Fujiwara no Morosuke. Membre du clan Fujiwara, il était un kugyo (noble japonais). Il est aussi l'un des régents Fujiwara étant donné qu'il a obtenu les postes de régence de sessho et de kampaku.